# Adolf Latzel
Adolf Latzel (* 16. Jänner 1840 in Gurschdorf, Österreichisch-Schlesien; † 13. September 1891 in Jauernig, Österreichisch-Schlesien) war ein österreichischer Gutsbesitzer, Unternehmer und Parlamentarier. Er war von 1873 bis 1878 Mitglied des Abgeordnetenhauses des Reichsrates und gehörte von 1870 bis 1889 dem Schlesischen Landtag an.

## Leben und Wirken
Adolf Latzel war ein Sohn des Grundbesitzers Ernest Latzel (1809–1855) und dessen Frau Josepha, geborene Wiesner. Er wuchs mit seinen drei Schwestern Bertha, Emma und Marie auf dem Domsdorfer Vogtshof auf, den sein Vater und der Onkel Josef 1844 erworben hatten.
Nach der schulischen Ausbildung in Braunau, Mährisch Schönberg, Reichenau an der Kněžna und Troppau besuchte Latzel die Landwirtschaftliche Akademie Proskau. Anschließend übernahm er das väterliche Gut Domsdorf. Im Jahre 1868 errichtete Adolf Latzel auf dem Setzdorfer Gut seines Onkels Anton Cajetan Latzel (1819–1886) ein Kalkwerk mit drei Ringöfen. Außerdem war er am Familienunternehmen Josef Latzel & Co. (Zuckerfabrik Barzdorf) beteiligt und war dort nach der 1871 erfolgten Umwandlung zur Barzdorfer Zuckerfabrik-AG im Verwaltungsrat.
Adolf Latzel fungierte zudem als Obmann des Kuratoriums der landwirtschaftlichen Mittelschule in Ober Hermsdorf sowie als Obmann-Stellvertreter beim Deutsch-nationalen Verein für das nordwestliche Schlesien und bis 1889 auch beim Land- und Forstwirtschaftlichen Verein für das Nordwestliche Schlesien. Auf Grund einer Erkrankung zog sich Adolf Latzel seit Ende 1880er Jahre aus allen öffentlichen Ämtern zurück, 1889 gab er seinen Sitz im Verwaltungsrat der Barzdorfer Zuckerfabrik-AG auf. Von 1870 bis 1890 war er Gemeinderat in Domsdorf. 1890 zerteilte er sein Gut Domsdorf und verkaufte es an mehrere Erwerber. Am 13. September 1891 verstarb Adolf Latzel nach langer Krankheit in Jauernig.

## Abgeordnetentätigkeit
Latzel war von der IX. Session (1870) bis zur XXVII. Session (1889) Abgeordneter des Großgrundbesitzes für den II. Wahlkörper des Schlesischen Landtags
Im Jahre 1873 wurde Adolf Latzel als Vertreter des schlesischen Großgrundbesitzes in das Abgeordnetenhaus (V. Legislaturperiode) gewählt. Latzel gehörte zum Fortschrittsklub (Verfassungstreuer Großgrundbesitz). Am 17. Juni 1878 legte er sein Mandat nieder, am 22. Oktober 1878 wurde Moritz Rohrmann als sein Nachfolger angelobt.
Er vertrat die volkswirtschaftlichen Interessen des nordwestlichen Schlesien.

## Familie
Adolf Latzel war seit 1865 mit Josefine, geborene Langer, verheiratet. Der Ehe entstammten drei Söhne und eine Tochter, von denen ein Sohn noch im Kindesalter verstarb.
Er war der Neffe von Josef Latzel und der Onkel von Rudolf Kassner.